# Elganowo (Pasym)
Elganowo [ɛlgaˈnɔvɔ] (deutsch Gilgenau) ist eine Ortschaft in der Stadt-und-Land-Gemeinde Pasym (Passenheim) in der polnischen Woiwodschaft Ermland-Masuren, Powiat Szczycieński (Kreis Ortelsburg). 

## Geographische Lage
Elganowo liegt in der südlichen Mitte der Woiwodschaft Ermland-Masuren, fünf Kilometer nordöstlich von Pasym und 14 Kilometer nordwestlich der Kreisstadt Szczytno (Ortelsburg).

## Geschichte

### Ortsname
Der Ort hieß 1412 noch deutsch Liebenau und erhielt seinen späteren Namen Gylgenaw 1472 von dem auf den von Woben folgenden Besitzer Brosian von Gylgenaw. Dieser Name leitet sich von prußisch ‚ilga‘ (lang) und ‚gilin‘ (tief) ab. 

### Ortsgeschichte

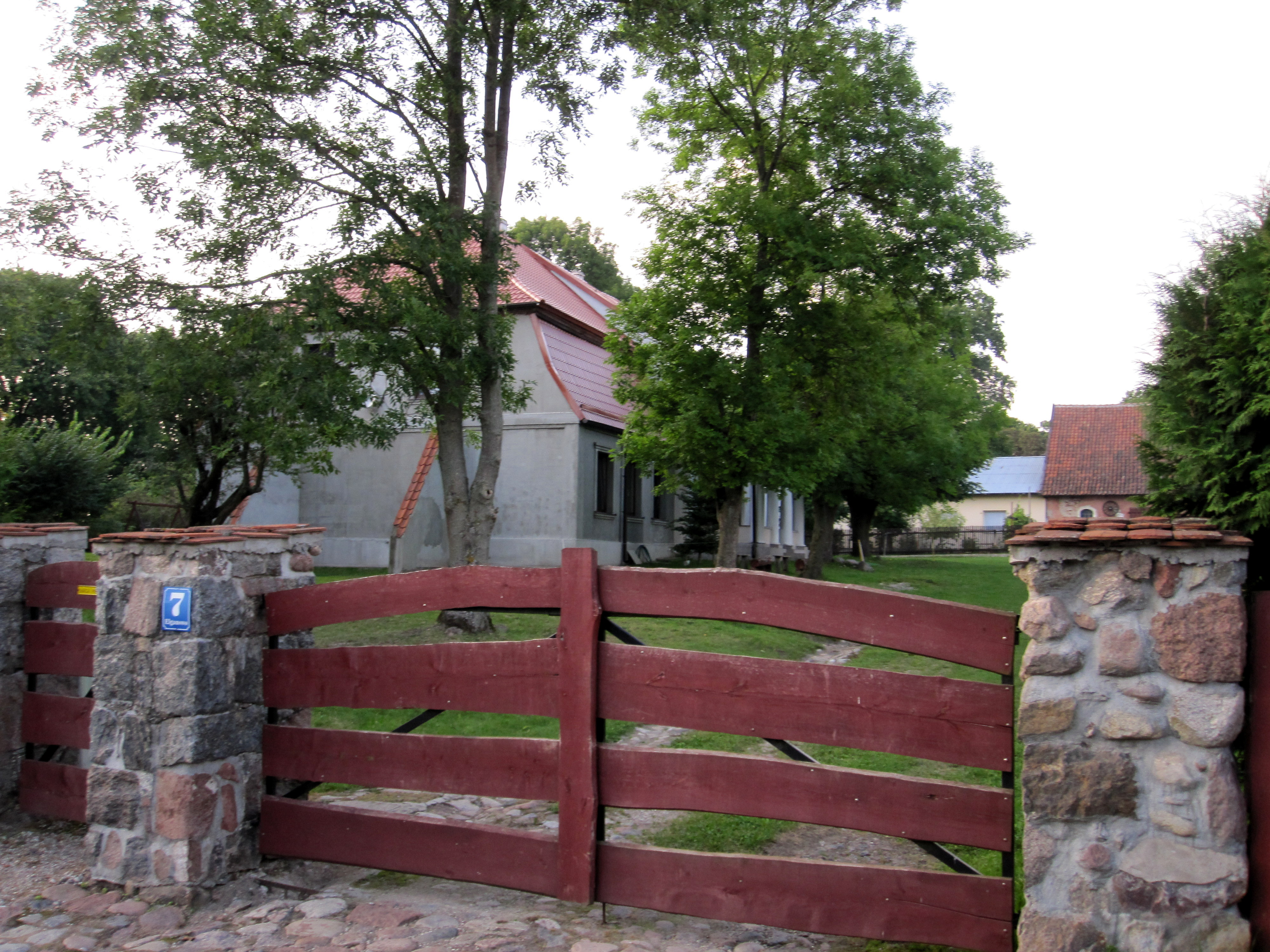
Ehemaliges Gutshaus Gilgenau in Elganowo

Im Jahr 1394 übergab der damalige Hochmeister Konrad von Jungingen dem Jonyken von Woben 1000 Hektar Land. Darauf befanden sich ein Rittergut sowie ein Dorf. 1472 erhielt Gylgenaw vom Hochmeister Heinrich Reffle von Richtenberg die höhere Gerichtsbarkeit zugesprochen. Im Kriegsfall war der Besitzer verpflichtet, einen bewaffneten Reiter zu stellen.
Um 1870 gelangte das Rittergut im Landkreis Ortelsburg in den Besitz der Familie des Sohnes von Karl Gottfried Hagen. Die benachbarten Güter Friederikenhain (polnisch Jagielki, nicht mehr existent) und Davidshof (Jęcznik) wurden durch Erbschaft einverleibt.
Am 16. Juli 1874 wurde Gilgenau Amtsdorf und damit namensgebend für einen Amtsbezirk, der bis 1945 zum Kreis Ortelsburg im Regierungsbezirk Königsberg (ab 1905: Regierungsbezirk Allenstein) in der preußischen Provinz Ostpreußen gehörte. Zum Amtsbezirk gehörten die Landgemeinde Gilgenau und der Gutsbezirk Gilgenau.
1910 hatte die Landgemeinde Gilgenau 47, das Gut Gilgenau 256 Einwohner. Am 30. September 1928 wurde der Gutsbezirk Gilgenau in die Landgemeinde eingegliedert. Die Einwohnerzahl belief sich 1933 auf 259 und 1939 auf 317.
Aufgrund der Bestimmungen des Versailler Vertrags stimmte die Bevölkerung im Abstimmungsgebiet Allenstein, zu dem Gilgenau gehörte, am 11. Juli 1920 über die weitere staatliche Zugehörigkeit zu Ostpreußen (und damit zu Deutschland) oder den Anschluss an Polen ab. In Gilgenau (Dorf und Gut) stimmten 180 Einwohner für den Verbleib bei Ostpreußen, auf Polen entfielen keine Stimmen.
1935 wurde das Rittergut durch die Treuhandstelle Königsberg neu besiedelt. In den Wirren nach dem Zweiten Weltkrieg wurde es aufgelöst, das Dorf Gilgenau sowie einige Gebäude blieben erhalten.
1945 kam in Kriegsfolge das gesamte südliche Ostpreußen zu Polen, somit auch das Dorf Gilgenau, das die polnische Namensform „Elganowo“ erhielt. Es gehört heute mit dem Sitz eines Schulzenamtes (polnisch Sołectwo) zur Gmina Pasym (Stadt-und-Land-Gemeinde Passenheim) im Powiat Szczycieński (Kreis Ortelsburg), bis 1998 der Woiwodschaft Olsztyn, seither der Woiwodschaft Ermland-Masuren zugehörig. Im Jahre 2011 zählte Elganowo 151 Einwohner.

## Kirche
Gilgenau gehörte vor 1945 zur evangelischen Kirche Passenheim in der Kirchenprovinz Ostpreußen der Kirche der Altpreußischen Union, ebenso zur römisch-katholischen Kirche in Pasym im damaligen Bistum Ermland.
Der Bezug zu Pasym besteht für Elganowo heute wieder. Die evangelische Kirche in Pasym ist jetzt eine Pfarrkirche in der Diözese Masuren der Evangelisch-Augsburgischen Kirche in Polen, die katholische Kirche dort ist dem jetzigen Erzbistum Ermland zugeordnet.

## Verkehr
Elganowo liegt ein wenig abseits vom Verkehrsgeschehen und ist über eine Nebenstraße von Grzegrzółki (Kukukswalde) aus zu erreichen. Eine Anbindung an den Bahnverkehr besteht nicht.